# MAS1 onkogen
MAS1 onkogen je G protein spregnuti receptor koji vezuje angiotenzin-II metabolit angiotenzin-(1-7). Kad je MAS1 receptor aktiviran vezivanjem angiotenzina-(1-7) on ima suprotne efekte u odnosu na angiotenzin-II aktivirani angiotenzin receptor. Is tog razloga MAS1 receptor agonisti imaju slične terapeutske efekte sa antagonistima angiotenzin-II receptora, kao što je snižavanje krvnog pritiska.

## Literatura
1. ↑  Young D, Waitches G, Birchmeier C, Fasano O, Wigler M (1986). „Isolation and characterization of a new cellular oncogene encoding a protein with multiple potential transmembrane domains”. Cell. 45 (5): 711—9. PMID 3708691. doi:10.1016/0092-8674(86)90785-3.
2. ↑  Santos RA, Simoes e Silva AC, Maric C, Silva DM, Machado RP, de Buhr I, Heringer-Walther S, Pinheiro SV, Lopes MT, Bader M, Mendes EP, Lemos VS, Campagnole-Santos MJ, Schultheiss HP, Speth R, Walther T (2003). „Angiotensin-(1-7) is an endogenous ligand for the G protein-coupled receptor Mas”. Proc. Natl. Acad. Sci. U.S.A. 100 (14): 8258—63. PMC 166216 . PMID 12829792. doi:10.1073/pnas.1432869100.
3. ↑  Santos RA, Ferreira AJ (2007). „Angiotensin-(1-7) and the renin-angiotensin system”. Curr. Opin. Nephrol. Hypertens. 16 (2): 122—8. PMID 17293687. doi:10.1097/MNH.0b013e328031f362.
4. ↑  Santos RA, Ferreira AJ (2006). „Pharmacological effects of AVE 0991, a nonpeptide angiotensin-(1-7) receptor agonist”. Cardiovascular drug reviews. 24 (3-4): 239—46. PMID 17214600. doi:10.1111/j.1527-3466.2006.00239.x.

## Spoljašnje veze
- baza podataka -  Архивирано на веб-сајту  (3. март 2016)
- baza podataka -  Архивирано на веб-сајту  (3. март 2016)
- proto-oncogene+proteins+c-mas-1 на 